# Цюндель, Эрнст
Эрнст Кристоф Фридрих Цюндель (нем. Ernst Christof Friedrich Zündel, 24 апреля 1939, Бад-Вильдбад, Баден-Вюртемберг — 5 августа 2017) — немецкий публицист и издатель, ревизионист, принадлежащий к группе «отрицателей Холокоста». Публиковался также под псевдонимом «Christof Friedrich».

## Биография
В 1958 году Цюндель переселился из родной Германии в Канаду. В 1976 в Торонто учредил издательство Samisdat Publishers, Ltd., которое «стало едва ли не самым крупным в правоэкстремистской среде: оно выпускает и рассылает в Германию и по всему миру не только труды отрицателей, но и прочую антисемитскую и расистскую литературу, а также записи речей Гитлера, фильмы и песни того времени». Название взято от самиздата — системы издания, практиковавшейся в СССР для тайного распространения документов и произведений, которые не могли опубликовать в официальном порядке.
Первый раз был осуждён в 1985 году за книгу «Неужели шесть миллионов действительно умерли?», где уменьшил число уничтоженных евреев до 300 тысяч и выступил с обвинениями Израиля в выдумке Холокоста.
В 1988 году он был осуждён канадским судом за разжигание межнациональной розни, в 1991 приехал в Германию, где был оштрафован на 6400 марок. Потом он вернулся в Канаду, где в 1992 году был оправдан решением Верховного суда, который признал его право на свободу слова (см. Законы Канады о пропаганде ненависти).
В 1990 году начал пропагандировать свои взгляды посредством радио, а в 1994 году создал собственный ревизионистский сайт в Интернете.
5 февраля 2003 года Цюндель был арестован в США за нарушение иммиграционного законодательства, а 19 февраля 2003 года был депортирован в Канаду (хотя его разрешение на пребывание в Канаде на то время уже закончилось). Он просидел в канадской тюрьме два года, прежде чем был официально признан «угрозой национальной безопасности» этой страны, и 24 февраля 2005 года органы канадской юстиции предоставили разрешение на передачу его Германии, где над ним начался суд.
В 2007 году за создание интернет-сайта, на котором были размещены публикации, отрицающие Холокост, суд города Мангейм приговорил Цюнделя к 5 годам тюремного заключения, в которые были зачтены 2 года, уже проведённые в камере. 1 марта 2010 года Эрнст Цюндель вышел из тюрьмы после 5-летнего заключения.

## Перечень публикаций
- Эрнст Цюндель. The Hitler We Loved and Why
- Артур Бутц.The Hoax of the Twentieth Century
- Остин Эпп.A Straight Look at the Third Reich The Six Million Swindle
- Richard Harwood, как Ричард Верролл Auschwitz, Dachau, Buchenwald: The Greatest Fraud in History
- Secret Nazi Polar Expeditions 1978 by Эрнст Цюндель as Christof Friedrich and Mattern Friedrich.
- Hitler at the South Pole 1979 by Эрнст Цюндель как Christof Friedrich and Mattern Friedrich.
- UFOs: Nazi Secret Weapon? By Эрнст Цюндель как Christof Friedrich and Mattern Friedrich with Willibald Mattern, a German émigré living in Santiago de Chile.
- UFOs: Unbekanntes Flugobjekt? Letzte Geheimwaffe des Dritten Reiches 1974 by Willibald Mattern, a German émigré living in Santiago de Chile.
- The Lightning  by Savitri Devi